# Corte de São Jaime
A Corte de São Jaime, ou Real Corte de St. James, é a Corte Oficial do Reino Unido da Grã-Bretanha e Irlanda do Norte.
Todos os embaixadores e alto comissários estrangeiros são oficialmente recebidos pela Corte de São Jaime e todos os embaixadores e alto comissários britânicos são creditados como representantes daquela Corte e não do Reino Unido como membros da Coroa.
O "Marechal do Corpo Diplomático" (antes de 1920, "Mestre de Cerimónias"), que age como ligação do soberano britânico e as missões diplomáticas estrangeiras está permanentemente baseado no Palácio de São Jaime. Em 1886, havia apenas seis embaixadores em Londres, com mais 37 países representados por ministros. Por volta de 2015, tal número havia alcançado 175 missões estrangeiras creditadas na Corte de São Jaime, sendo composta por 47 comissários dos Reinos da Comunidade de Nações e 128 embaixadas estrangeiras.
Encontros oficias associados com a Corte, como os encontros de O Mais Honorável Conselho Privado de Sua Majestade ou recepções diplomáticas anuais nas quais participam mais de 1500 convidados são realizados no local que Sua Majestade faz de residência oficial – normalmente o Palácio de Buckingham.

## Nome
A corte é nomeada em razão do Palácio de S. Jaime. Isso ocorre pois este é o palácio real mais antigo e se manteve como residência oficial da monarquia britânica, mesmo com o Palácio de Buckingham tendo se tornado a residência principal dos monarcas britânicos desde a coroação de Vitória do Reino Unido em 1837.